# Alstonia breviloba
Espèce
Statut de conservation UICN

 VU B1+2c : Vulnérable
Alstonia breviloba est une espèce de plantes de la famille des Apocynaceae.

## Publication originale
- Blumea, Supplement 11: 118. 1998.